# Final Fantasy Crystal Chronicles: The Crystal Bearers
Final Fantasy Crystal Chronicles: The Crystal Bearers és un videojoc d'acció i aventura per a Wii publicat a Espanya el 5 de Febrer de 2010. És un Spin-off de la sèrie de videojocs japonesa Final Fantasy.

## Argument i personatges
L'acció del joc transcorre al mateix món que la de Final Fantasy Crystal Chronicles, però 1000 anys més tard. Aquest món està habitat per quatre races representades pel seu cristall màgic respectiu: els Clavats, els Liltis, els Yuks i els Selkis. El protagonista del joc és Layle, un Clavat amb l'habilitat de manipular la gravetat.